# Postbase
Une postbase est un morphème de type affixe dérivationnelle positionné en suffixe d'une racine (une forme nominale ou verbale). Dotée d'une signification sémantiquement riche, les postbases peuvent être additionnées pour former des entrées lexicales complexes. Les postbases sont des éléments morphologiques typiques des langues eskimo-aléoutes.

## Description linguistique
Une postbase est un morphème affixe. Elle vient compléter une racine, une forme nominale ou verbale, en enrichissant sa signification. La postbase est une affixe qui occupe une position de suffixe.
Les postbases sont caractérisées par les racines lexicales qu'elles complètent (nominales ou verbales) et par le changement ou non de catégorie lexicale de la base résultante. Les postbases sont donc décrites selon 4 catégories : N → N ; N → V ; V → V ; V → N,.
Les postbases peuvent être combinées pour enrichir fortement la signification de la base,. En yupik alaskien central, une même entité peut-être composée d'une base (nominale ou verbale) enrichie par plusieurs postbases de sa catégorie lexicale ou de l'autre. L'entité résultante peut ainsi disposer d'une signification aussi riche qu'une phrase dans une langue latine.

## Les langues recourant aux postbases
Les postbases sont des éléments morphologiques typiques des langues agglutinantes ou polysynthétiques,. A ce titre, il s'agit d'un morphème central pour la description des langues eskimo-aléoutes.
Le yupik compte près de 400 postbases réparties ainsi : 81 N → N ; 61 N → V ; 218 V → V ; 36 V → N.